# Diorhabda nigrifrons
Diorhabda nigrifrons es una especie de insecto coleóptero de la familia Chrysomelidae. Fue descrita por Laboissiere en 1914. Distribución transcaucásica.